# میتسوبیشی پیپر
میتسوبیشی پیپر (به ژاپنی: 三菱製紙) شرکت صنایع کاغذ و خمیرکاغذ ژاپنی است، که در زمینه تولید کاغذ، کاغذ گلاسه، فیلتر، کاغذهای عکاسی و صنعت چاپ فعالیت می‌کند.
شرکت میتسوبیشی پیپر در سال ۱۸۹۸ تأسیس شد و هم‌اکنون به‌عنوان یکی از شرکت‌های تابعه گروه میتسوبیشی به‌شمار می‌آید. دفتر مرکزی این شرکت در شهر سومیدا، توکیو، ژاپن قرار دارد و بخشی از سهام آن در بازار بورس توکیو معامله می‌شود.